# Indigofera lepida
Indigofera lepida är en ärtväxtart som beskrevs av Nicholas Edward Brown. Indigofera lepida ingår i släktet indigosläktet, och familjen ärtväxter. Inga underarter finns listade i Catalogue of Life.